# Episodi di Squadra Speciale Cobra 11 (quindicesima stagione)
La quindicesima stagione della serie televisiva Squadra Speciale Cobra 11 è stata trasmessa in prima visione in Germania da RTL dal 2 settembre al 14 ottobre 2010 (stagione 28 di RTL) e dal 10 marzo al 14 aprile 2011 (stagione 29). In Italia è stata trasmessa in prima visione da Rai 2 dal 25 luglio al 14 settembre 2011 per i primi sei episodi, e dal 16 maggio al 2 luglio 2012 per i rimanenti, seguendo l'ordine di trasmissione tedesca.
Il primo episodio ha durata doppia in quanto telefilm pilota della stagione. L'episodio Modelle, ultimo della stagione in ordine di produzione, è stato posticipato all'interno della stagione 30 di RTL, trasmessa l'autunno seguente.
| nº | Titolo originale             | Titolo italiano        | Prima TV Germania | Prima TV Italia   |
| -- | ---------------------------- | ---------------------- | ----------------- | ----------------- |
| 1  | Der Anschlag                 | Progetto Taurus        | 2 settembre 2010  | 25 luglio 2011    |
| 2  | Für das Leben eines Freundes | Un testimone scomodo   | 9 settembre 2010  | 1º agosto 2011    |
| 3  | Der Prüfer                   | Il revisore            | 16 settembre 2010 | 29 agosto 2011    |
| 4  | Der letzte Tag               | Lampada magica         | 23 settembre 2010 | 5 settembre 2011  |
| 5  | Turbo und Tacho              | Turbo e Tacho          | 30 settembre 2010 | 14 settembre 2011 |
| 6  | Formel Zukunft               | Formula futuro         | 7 ottobre 2010    | 14 settembre 2011 |
| 7  | Der Angriff                  | L'assalto              | 14 ottobre 2010   | 16 maggio 2012    |
| 8  | Bad Bank                     | Conti in nero          | 10 marzo 2011     | 23 maggio 2012    |
| 9  | Das zweite Leben             | Dal buio della memoria | 17 marzo 2011     | 30 maggio 2012    |
| 10 | Höher, schneller, weiter     | Doping                 | 24 marzo 2011     | 6 giugno 2012     |
| 11 | Und Action!                  | Ciak si gira!          | 31 marzo 2011     | 20 giugno 2012    |
| 12 | In der Schusslinie           | Infiltrati             | 7 aprile 2011     | 25 giugno 2012    |
| 13 | Toter Bruder                 | Gemelli diversi        | 14 aprile 2011    | 2 luglio 2012     |
| 14 | En Vogue                     | Modelle                | 13 ottobre 2011   | 27 agosto 2012    |

## Progetto Taurus [- 1ª e 2ª parte]
- Titolo originale: Der Anschlag
- Diretto da: Heinz Dietz
- Scritto da: Arne Nolting, Jan-Martin Scharf

### Trama
Ben e Semir si muovono su un terreno sconosciuto: devono educare gli allievi di una scuola elementare all'educazione stradale. Come se non bastasse, nella scuola i due trovano le tracce di una terrificante quanto spietata organizzazione di criminali guidata da Ruben Forst: per avere aiuto dovranno di nuovo incrociare le loro strade con Oliver Sturm.
- Altri interpreti: Wolke Hegenbarth (Silke Pfeffer/Meister), Aleksandar Jovanović (Ruben Frost), Dana Golombek (Dott.ssa Bachmann), Oliver Pocher (Oliver Sturm "Sturmi")
- Ascolti Italia: telespettatori 12 896 000 - share 20,47%

Nota: l'episodio, come tutti quelli a durata doppia, in Italia è stato trasmesso in prima visione integralmente, e successivamente diviso in una prima parte e in una seconda parte in occasione delle successive repliche in fascia preserale, con relativo adattamento del titolo.

## Un testimone scomodo
- Titolo originale: Für das Leben eines Freundes
- Diretto da: Franco Tozza
- Scritto da: Andreas Brune, Sven Frauenhoff

### Trama
Con l'aiuto di Semir il giovane Cem finalmente ha una vita normale: ha appena terminato il suo apprendistato e si è innamorato della bella Shirin, che lavora come cantante per il produttore di rap Omid Karid. Ma è proprio contro di lui che i poliziotti indagano, perché è sospettato di traffico illegale di droga. Quando il ricercato, un certo Kaan, viene assassinato, Semir e Ben incontrano Cem, che vuole fuggire dalla scena del crimine e viene sospettato, malgrado sia innocente.
- Altri interpreti: Kerstin Thielemann (Isolde Maria Schrankmann), Eralp Uzun (Cem Alady), Frank Giering (Ziegler), Tyron Ricketts (Omid Karid), Nadia Hilker (Shirin)
- Ascolti Italia: telespettatori 2 289 000 - share 10,07%[2]

## Il revisore
- Titolo originale: Der Prüfer
- Diretto da: Heinz Dietz
- Scritto da: Arne Nolting, Jan-Martin Scharf

### Trama
Semir e Ben ricevono una visita inaspettata dal revisore della corte dei conti in quanto essi sono i poliziotti più onerosi per i contribuenti della Nord-Westfalia. Semir e Ben sono nel frattempo impegnati con un gruppo di delinquenti specializzati nelle rapine ai centri commerciali ma non riescono a muoversi in quanto il revisore li sottopone ad un ferreo e arduo programma di austerità mettendo loro così i bastoni fra le ruote..
- Altri interpreti: Heinrich Schafmeister (Ludwig Tietze), Vivien Wulf (Sandra Tietze), Andreas Günther (Bob Senser), Stefanie Höner (Karin), Daniel Buder (Spike)
- Ascolti Italia: telespettatori 2 317 000 - share 10,17%[2]

## Lampada magica
- Titolo originale: Der letzte Tag
- Diretto da: Heinz Dietz
- Scritto da: Horst Wieschen

### Trama
Una banca viene rapinata e una donna viene uccisa; l'inseguimento del trio di rapinatori finisce per Ben e Semir in un disastro, perché accidentalmente nell'inseguimento finiscono contro una nuova sezione autostradale inaugurata dal ministro degli Interni. Il duo deve pagare le conseguenze: Ben non sarà più compagno di Semir. I due hanno solo una chance per scongiurare la propria separazione: devono fare un passo avanti nelle indagini entro le poche ore da poliziotti alla polizia autostradale, scoprendo che non si tratta di una semplice rapina.
- Altri interpreti: Fahri-Ogün Yardim (Aladdin Gerkhan), Bülent Sharif (Arkan Önur), Tobias Licht (Mattfeld), Dietrich Adam (Frederik Grundmann)
- Ascolti Italia: telespettatori 2 405 000 - share 9,69%[2]

## Turbo e Tacho
- Titolo originale: Turbo und Tacho
- Diretto da: Jan-Martin Scharf
- Scritto da: Andreas Heckmann

### Trama
Nell'istituto di formazione delle forze di polizia Ben e Semir devono insegnare ai giovani poliziotti un corso di guida e vengono messi a dura prova dai due giovani studenti di polizia Turbo e Tacho. Ai due la simpatia non manca, ma hanno poca serietà professionale. All'improvviso ogni spensieratezza scompare, quando durante un corso viene assassinato il loro amico e compagno di classe Felix.
- Altri interpreti: Alex Stein (Turbo), Daniel Rösner (Tacho), Janina Flieger (Alexandra Jörgensen), Lutz Herkenrath (Schultze), Arved Birnbaum (Frank Bremer)
- Ascolti Italia: telespettatori 2 259 000 - share 8,29%[2]
- Nota: L'attore che interpreta Tacho Daniel Rösner, a partire dalla ventesima stagione interpreterà la parte del nuovo compagno di Semir, Paul Renner.

## Formula futuro
- Titolo originale: Formel Zukunft
- Diretto da: Jan-Martin Scharf
- Scritto da: Stefan Dauck

### Trama
Durante una cerimonia in un istituto di ricerca in cui si tratta del "futuro delle automobili", agli scettici poliziotti autostradali viene consegnata dal Ministro di Stato Rodenbach un'auto elettrica. Ma la cerimonia viene interrotta da un attentato omicida contro l'istituto di ricerca; diventa subito chiaro che si tratta di spionaggio industriale.
- Altri interpreti: Axel Siefer (Prof. Eugen Brandt), Andreas Brucker (Andre Rodenbach), Julie Engelbrecht (Claudia), Christian Storm (Gangster Brack), Jessica Ginkel (Jenny)
- Ascolti Italia: telespettatori 2 149 000 - share 8,25%[2]

## L'assalto
- Titolo originale: Der Angriff
- Diretto da: Franco Tozza
- Scritto da: Ralf Ruland

### Trama
Ben, Semir e colleghi passano il Natale al distretto, ma quest'ultimo viene attaccato da un gruppo di malviventi che vogliono uccidere il testimone di un omicidio.
- Altri interpreti: Olga von Luckwald (Hanna Krüger), Martin Brambach (Krämer), Stephan Bieker (Paul Wagner), Emilio de Marchi (Colani), Luca Maric (Pezzoni), Stefan Richter (Koslowski), Oliver Brod (Beamter Meier)
- Ascolti Italia: telespettatori 1 482 000 share - 5,09%[2]

## Conti in nero
- Titolo originale: Bad Bank
- Diretto da: Franco Tozza
- Scritto da: Jürgen Matthäi, Thomas Retzbach

### Trama
La spogliarellista Maja vuole rapinare una banca insieme ad un complice. La rapina si svolge perfettamente, a parte per la presenza di Semir che era andato in quella banca; lui e Ben si lanciano quindi all'inseguimento. Si verifica però un gravissimo incidente, nel quale un TIR che trasporta alcune pericolose sostanze chimiche viene coinvolto; Ben viene in contatto con una di esse e perde la vista. L'inseguimento si deve interrompere, e i medici non si espongono nel dare previsioni sulla possibile guarigione di Ben. Nel frattempo, il capo della banca apre la caccia ai rapinatori con un team di professionisti. Stranamente, gli uomini sembrano stare sempre un passo avanti a Semir e quando trovano il complice di Maja, lo uccidono a sangue freddo. Semir è allarmato ed ha il sospetto che la banca sia immischiata in loschi affari, e che forse Maja voleva vendicarsi di qualche conto in sospeso con essa. Quando viene rapito il figlio di Maja, gli eventi si capovolgono, e Semir dovrà mettersi contro un potente banchiere; ad aiutarlo c'è solo il malconcio Ben.
- Altri interpreti: Jana Klinge (Maja Olschewski), Francis Fulton-Smith (Heinrich Seifert), Gabriel Merz (Bossmann), Paul Faßnacht (Ralf Reimann)
- Ascolti Italia: telespettatori 1 854 000 - share 6,48%[2]
- In alcune delle scene che precedono la conclusione dell'episodio è stata utilizzata come musica di sottofondo la canzone Intro del gruppo musicale inglese The xx.[senza fonte]

## Dal buio della memoria
- Titolo originale: Das zweite Leben
- Diretto da: Franco Tozza
- Scritto da: Boris von Sychowski

### Trama
Dopo un inseguimento Semir e Ben mettono al sicuro un fucile da cecchino e la foto di una donna, che si scopre ben presto che è in grande pericolo.
- Altri interpreti: Jana Pallaske (Alicia Schulze/Annika Meier), Florian Fitz (Markus Scheffler), Thomas Scharff (Stefan Kloser), Emelie Ziegler (Figlia di Alicia), Genot Schmidt (Ralf Weiler)
- Ascolti Italia: telespettatori 1 779 000 - share 6,54%[2]

## Doping
- Titolo originale: Höher, schneller, weiter
- Diretto da: Axel Sand
- Scritto da: Andreas Heckmann

### Trama
Nel corso di una gara ciclistica viene investito brutalmente e intenzionalmente il ciclista Franco. Semir e Ben, che si trovano con la loro nuova collega Jenny Dorn tra il pubblico, tentano di impedire che l'assassino fugga, ma senza risultato. Nel corso delle indagini diventa chiaro che il fratello di Jenny, Patrick, il campione dei ciclisti, è coinvolto nella faccenda. I poliziotti autostradali scoprono che dietro l'omicidio c'è una nuova sostanza dopante: poco prima della Coppa del Mondo si scatena infatti un business milionario. E per questo, i criminali, senza scrupoli, commissionano nuovi omicidi.
- Altri interpreti: Nina Gnädig (Nicole Kaufmann), Raùl Richter (Patrick Dorn), Werner Daehn (Uwe Kleist), Klaus Zmorek (Max Wolf)
- Ascolti Italia: telespettatori 1 837 000 - share 6,89%[2]

## Ciak si gira!
- Titolo originale: Und Action!
- Diretto da: Heinz Dietz
- Scritto da: Jeanet Pfitzer, Frank Koopmann

### Trama
Ben e Semir sono sulle tracce di pericolosi malviventi milionari. Nelle indagini sono affiancati da un arrogante attore, Christian Schillinger, che segue i due poliziotti per calarsi meglio in un suo futuro ruolo in uno spettacolo. Ben e Semir però non sanno che il loro improvvisato collega ha molti debiti. Quando infatti improvvisamente si presenta l'opportunità di fare soldi, ovviamente illegalmente, Schillinger ne approfitta, cacciandosi nei guai.
- Altri interpreti: Uwe Fellensiek (Christian Schillinger), Steve Windolf (Max Sasse), Oliver Boysen (Thomas Sasse), Annekathrin Bach (Sarah Schillinger), Mark Zak (Andrej Timoshenko)
- Ascolti Italia: telespettatori 1 547 000 - share 6,50%[2]

## Infiltrati
- Titolo originale: In der Schusslinie
- Diretto da: Heinz Dietz
- Scritto da: Ralf Ruland

### Trama
L'attentato su una ladra di automobili porta Ben nel suo passato, quando lavorava ancora all'LKA (sezione anti-crimine della Polizia di Stato) ed era innamorato.
- Altri interpreti: Anja Knauer (Eva Kramer), Jan Henrik Stahlberg (Manuel), Maya Bothe (Franziska Möller), Alexandra von Schwerin (Martina Breuer), Alessandra Pocher (ladra di auto)
- Ascolti Italia: telespettatori 1 832 000 - share 7,79%[2]

## Gemelli diversi
- Titolo originale: Toter Bruder
- Diretto da: Alexander Sascha Thiel
- Scritto da: Ralf Ruland

### Trama
Ben e Semir sono da mesi sulle tracce di Peter Van Heerlen, famoso criminale. Quando muore un investigatore sotto copertura, i due devono escogitare un nuovo piano molto pericoloso.
- Altri interpreti: Marco Girnth (Tom/Marc Behrends), Nicole Ernst (Sonja Behrends), Marcel Hensema (Peter van Heerlen), Matthias Gall (Sascha Tobinsky), Markus Klauk (Lothar Bäumle)
- Ascolti Italia: telespettatori 1 887 000 - share 8,86%[2]

## Modelle
- Titolo originale: En Vogue
- Diretto da: Axel Sand
- Scritto da: Stefan Dauck

### Trama
Semir e Ben sono testimoni di come la giovane ex-modella Alexa viene assassinata; i colpevoli fuggono. Poi fugge dall'appartamento di Alexa un'altra modella, Jessica; sorprendentemente, si tratta della sorella di Hartmut, che però inizialmente non dice nulla a Ben e Semir. I fratelli avevano preso, molti anni prima, strade diverse; ora Jessica è in difficoltà serie: è coinvolta nell'estorsione di un magnate della moda. Questo fa affari milionari con copie a buon mercato di farmaci per il cuore, che sono fatalmente abusati come aiuto per dimagrire. Per salvare la sorella, Hartmut deve prendere una decisione molto importante.
- Altri interpreti: Lisa Brühlmann (Jessica Freund), Susan Hoecke (Ellen), Nils Nelleßen (Marc Berger)
- Ascolti Italia: telespettatori 1 972 000 - share 8,99%[2]